# Otto Carius

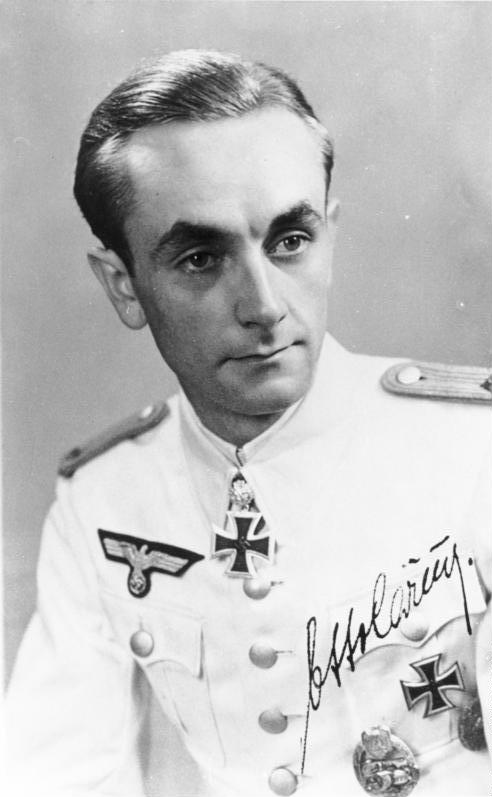
Otto Carius, Autogrammfoto mit Ritterkreuz und Eichenlaub von 1944

Otto Carius (* 27. Mai 1922 in Zweibrücken; † 24. Januar 2015 in Herschweiler-Pettersheim) war als Offizier der Wehrmacht einer der erfolgreichsten Panzerkommandanten des Zweiten Weltkrieges. Nach dem Krieg wurde er Apotheker und übte diesen Beruf bis in sein hohes Alter aus. Bekannt wurde er als Autor seines 1960 erstmals veröffentlichten Buchs Tiger im Schlamm, in dem er seine Erinnerungen an den Kriegseinsatz von 1940 bis 1945 schildert und das zu den erfolgreicheren Titeln der Kriegserinnerungsliteratur gehört.

## Leben

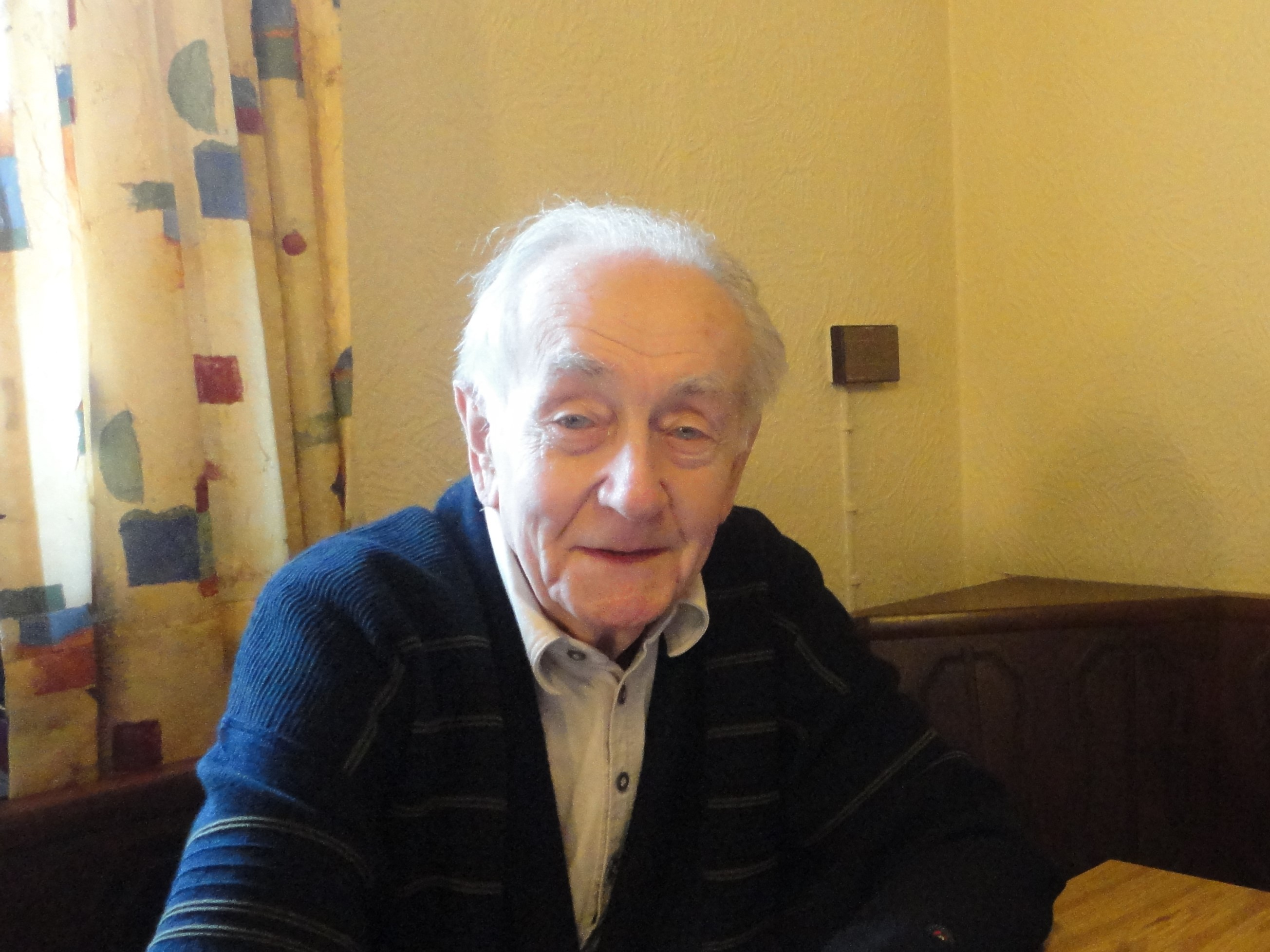
Otto Carius im 91. Lebensjahr

Carius’ Vater, der ebenfalls mit Vornamen Otto hieß, war Gewerbeoberschullehrer und diente während des Zweiten Weltkriegs als Offizier in der Wehrmacht, zuletzt als Major der Reserve; seine Mutter war Hausfrau. Otto Carius jr. besuchte ab 1928 die Grundschule und anschließend von 1932 bis 1940 das Humanistische Gymnasium in Zweibrücken; nach der kriegsbedingten Evakuierung legte er die Abiturprüfung in Neustadt an der Weinstraße ab. Er interessierte sich für Maschinenbau und spielte mehrere Musikinstrumente. Nach dem Abitur meldete er sich freiwillig zur Wehrmacht und nahm von 1941 bis 1945 am Zweiten Weltkrieg teil.
Nach dem Krieg absolvierte er ein Vorpraktikum und Vorexamen als Apothekerassistent und studierte von 1948 bis 1951 Pharmazie in Freiburg im Breisgau. Ab 1952 war er angestellter Apotheker, 1956 übernahm er die Hirsch-Apotheke im westpfälzischen Herschweiler-Pettersheim, die er in Tiger-Apotheke umbenannte und bis 2011 leitete.

## Kriegseinsatz
Nach zweimaliger Ablehnung wegen Untergewichts meldete er sich nach dem Abitur kurz vor seinem 18. Geburtstag im Mai 1940 freiwillig zum Dienst bei der Panzerabwehr. Sein Vater und später auch sein jüngerer Bruder nahmen am Zweiten Weltkrieg als Offiziere der Wehrmacht teil. Weil bei der Panzerabwehr kein Personalbedarf bestand, wurde Carius dem 104. Infanterie-Ersatzbataillon (Posen) zugeteilt. Von dort meldete er sich freiwillig zur Panzerwaffe und wurde zur Panzer-Ersatz-Abteilung 7 in Vaihingen versetzt.
Nach beendeter militärischer Ausbildung nahm er an den Kampfhandlungen teil. Als am 22. Juni 1941 der deutsche Überfall auf die Sowjetunion begann, war Carius Ladeschütze auf einem Panzer 38(t) des Panzer-Regiments 21, das Teil der 20. Panzer-Division war. Er wurde zum Unteroffizier befördert und im August 1941 als Offizieranwärter angenommen.
Nach der Offiziersausbildung kam Carius als Zugführer der III. Abteilung des Panzer-Regiments 21 zurück an die Front. Zum Leutnant befördert, führte er im Juni 1943 die 2. Kompanie der Schweren Panzer-Abteilung 502 bei Leningrad, die als eine der ersten mit dem neuen Panzerkampfwagen VI Tiger ausgerüstet wurde. Carius war als Panzerführer bekannt dafür, dass er großen Wert auf eine möglichst gute Gefechtsfelderkundung legte. Hierzu nutzte er gern einen VW-Kübelwagen, um sich persönlich ein Lagebild zu machen. In der Schlacht um den Brückenkopf von Narva zerstörte der mittlerweile zum Oberleutnant beförderte Carius im Frühjahr 1944 unter anderem mehrere sowjetische Jagdpanzer SU-85 und errang weitere Erfolge, beispielsweise am 22. Juli im Dorf Malinova bei Dünaburg, als er mit zwei Panzern einen aus 17 schweren sowjetischen Panzern bestehenden Verband vollständig vernichtete. Carius’ Richtschützen Kramer war zuvor, im Dezember 1943, der einzige jemals bekanntgewordene Abschuss eines Flugzeuges mit einer Panzerkanone gelungen, nachdem Carius den Panzer entsprechend ausgerichtet hatte.
Eine schwere Verwundung am 24. Juli 1944 beendete den Einsatz des inzwischen zum Kompanieführer ernannten Carius an der Ostfront. Nach einem längeren Lazarettaufenthalt wurde Carius Anfang 1945 zunächst als Kompanieführer in die Panzer-Ersatz- und Ausbildungs-Abteilung 500 versetzt, ehe er am 11. Februar 1945 zum Chef der 2. Kompanie der Schweren Panzerjäger-Abteilung 512 ernannt wurde, die an der Westfront kämpfte und mit dem Jagdtiger ausgestattet war.
Im April 1945 geriet er in den Ruhrkessel und nahm an den Kämpfen bei der Wilhelmshöhe nahe dem Bismarckturm Unna teil. Am 15. April ordnete Generalleutnant Fritz Bayerlein, dem Carius unterstellt war, die Einstellung aller Kampfhandlungen an. Carius kam einen Tag vor Kriegsende im Kreis Iserlohn in US-amerikanische Kriegsgefangenschaft, aus der er jedoch schon am 21. Mai 1945 entlassen wurde.
Mit rund 150 Abschüssen gilt er zusammen mit Michael Wittmann und nach Kurt Knispel als einer der erfolgreichsten Panzerkommandanten des Zweiten Weltkrieges und erhielt als höchste Auszeichnung das Eichenlaub zum Ritterkreuz des Eisernen Kreuzes.

## Auszeichnungen
- Medaille Winterschlacht im Osten 1941/42 (20. August 1942)
- Panzerkampfabzeichen in Silber
- Panzerkampfabzeichen 2. Stufe (15. Juli 1944)
- Panzerkampfabzeichen 3. Stufe (1. September 1944)
- Panzerkampfabzeichen 4. Stufe (21. April 1945)
- Eisernes Kreuz 2. Klasse (15. September 1942)
- Eisernes Kreuz 1. Klasse (23. November 1943)
- Ritterkreuz des Eisernen Kreuzes (Nr. 3066, 4. Mai 1944)
- Eichenlaub zum Ritterkreuz des Eisernen Kreuzes (Nr. 535, 27. Juli 1944)
- Verwundetenabzeichen in Schwarz (8. Juli 1943)
- Verwundetenabzeichen in Silber (15. Dezember 1943)
- Verwundetenabzeichen in Gold (11. September 1944)

## Buch und Rezeption
1960 veröffentlichte Carius mit Tiger im Schlamm sein einziges Buch. Darin schildert er seine Erinnerungen als Panzerkommandant des Zweiten Weltkriegs. Das Werk erschien in seiner Erstausgabe bei der Buchkameradschaft Scharnhorst im Vowinckel-Verlag, bei dem auch die vier Folgeauflagen innerhalb der Schriftenreihe Landser am Feind bis 2006 herauskamen. Zuletzt erschien das Buch im Selbstverlag und wurde von Carius über die Tiger-Apotheke direkt vertrieben. Das mehrfach aufgelegte und erweiterte Buch gehört zu den erfolgreicheren Titeln der Kriegserinnerungsliteratur. Das Buch wurde außerdem in zahlreiche Sprachen übersetzt, darunter Englisch, Französisch, Spanisch, Griechisch, Polnisch, Schwedisch, Italienisch, Estnisch, Russisch und Chinesisch. Der japanische Zeichner Hayao Miyazaki gestaltete daraus unter Einbeziehung eines persönlichen Interviews ein Manga, das auch in die englische Sprache übersetzt wurde.
Carius verwahrte sich gegen Kritik an der Kriegsführung der Wehrmacht und sah sein Buch auch als Quelle und Rechtfertigungsschrift gegen die von ihm empfundene Diffamierung der Soldaten der Wehrmacht und gegen die angebliche Lügenkampagne, durch welche die deutsche Bevölkerung umerzogen worden sei. Zugleich rechtfertigte er den Krieg gegen die Sowjetunion als Abwehrkampf gegen den Kommunismus. Bis ins hohe Alter bewarb und verkaufte Carius sein Buch in seiner Apotheke, wo er auch zahlreiche internationale Gäste – nicht zuletzt aus der ehemaligen Sowjetunion – empfing und für die er auch sein Buch signierte.
Mehrere Hersteller von Militaria-Modellen bzw. Modellbausätzen haben authentische Nachbildungen von Carius’ Panzern und maßstäblich dazu passende figürliche Nachbildungen seiner Person auf den Markt gebracht.

## Ausgaben
- Tiger im Schlamm. Die 2. schwere Panzer-Abteilung 502 vor Narwa und Dünaburg. 1. Auflage. Kurt Vowinckel Verlag, Neckargemünd 1960.
- Tiger im Schlamm. Die 2. schwere Panzer-Abteilung 502 vor Narwa und Dünaburg. 5. Auflage. Vowinckel, Berg am See 1985, ISBN 978-3-921655-42-9.
- Tiger im Schlamm. Ein Tigerkommandant berichtet. 6. neu überarbeitete Auflage. Druffel und Vowinckel, Stegen am Ammersee 2007, ISBN 978-3-8061-1171-2.
- Tiger im Schlamm. Die 2. schwere Panzer-Abteilung 502 vor Narwa und Dünaburg. 6. komplett überarbeitete Auflage. Selbstverlag, Saarbrücken 2012, ISBN 978-3-00-037404-3.
- Tiger im Schlamm. Die 2. schwere Panzer-Abteilung 502 vor Narwa und Dünaburg. 7. Auflage. Selbstverlag, 2014, ISBN 978-5-9524-1465-5.